# Modrý Kameň
Modrý Kameň (allemand : Blauenstein, hongrois : Kékkő) est une ville de Slovaquie, située dans la région de Banská Bystrica. Avec un peu plus de 1 600 habitants, c'est la seconde plus petite ville de Slovaquie.

## Histoire
La première mention écrite de la ville date de 1290.
Depuis 1969, la municipalité a le statut de ville.

## Démographie

### Évolution de la population
| Année:               | 1994. | 2004.   | 2014.    | 2024.   |
| -------------------- | ----- | ------- | -------- | ------- |
| Nombre de personnes: | 1437  | 1459    | 1615     | 1630    |
| Différence:          |       | +1,53 % | +10,69 % | +0,92 % |

| Année:               | 2023. | 2024.   |
| -------------------- | ----- | ------- |
| Nombre de personnes: | 1659  | 1630    |
| Différence:          |       | -1,74 % |

## Jumelages
- Bercel (Hongrie)
- Opatów (Pologne)

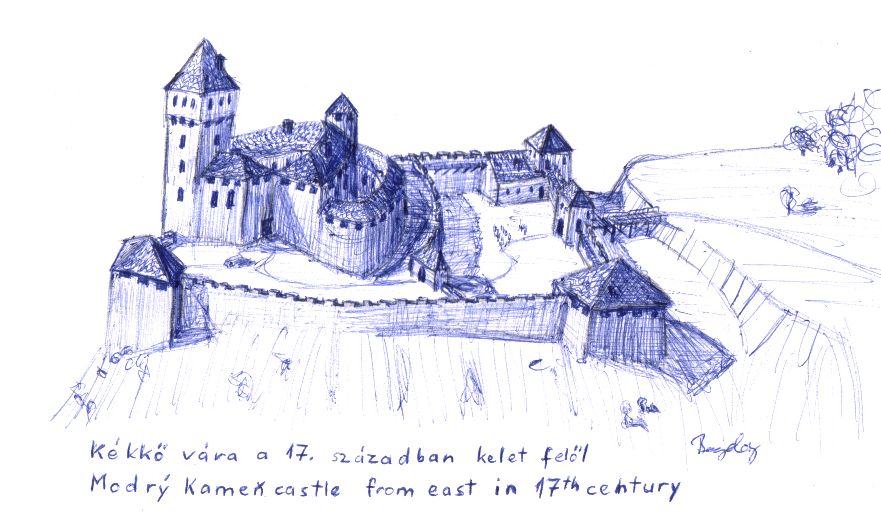
Chateau de Modrý Kameň au XVIIe siècle